# Maco (Filipinas)
Maco es un municipio filipino de primera categoría, situado en la parte sudeste de la isla de Mindanao. Forma parte de la provincia de Dávao de Oro situada en la Región Administrativa de Región de Dávao en cebuano Rehiyon sa Davao, también denominada Región XI. Para las elecciones está encuadrado en el Segundo Distrito Electoral.

## Barangayes
El municipio  de Maco se divide, a los efectos administrativos, en 37 barangayes o barrios, conforme a la siguiente relación:
| - Anibongán - Anislagán - Binuangán - Bucana - Calabcab - Concepción - Dumlan - Elizalde (Somil) - Pangi (Gaudencio Antonio) | - Gubatán - Hijo - Kinubán - Langgam - Lapu-lapu - Libay-libay - Limbo - Lumatab - Magangit | - Malamodao - Maripongol - Mapaang - Masara - Nueva Asturias - Panibasán - Panoraon - Población - San Juan | - San Roque - Sangab - Taglawig - Mainit - Nuevo Barili - Nueva Leyte(Población) - Nuevas Visayas - Panangán (Mabini) - Tagbaros - Teresa |

## Historia
El actual territorio de la provincia de Dávao de Oro fue parte de la provincia de Caraga durante la mayor parte de la Capitanía General de Filipinas (1520-1898).
A principios del siglo XX la isla de Mindanao se hallaba dividida en siete distritos o provincias.
Hasta 1988 Dávao de Oro formaba parte de la  provincia de Dávao del Norte.